# 인권과 기후변화
인권과 기후변화(Human rights and climate change)는 국제인권과 지구온난화와의 관계를 연구, 분석, 다루는 개념적, 법적 틀이다. 이 프레임워크는 유엔기후변화협약(UNFCCC)과 핵심 국제인권문서에서 다룬다. 2022년 IPCC 워킹 그룹 II는 "기후 정의는 기후 변화 해결에 대한 권리 기반 접근 방식을 달성하기 위해 개발과 인권을 연결하는 정의로 구성된다"라고 제안했다.
인권 및 기후 변화 분석은 해수면 상승, 사막화, 기온 상승, 기상이변, 강수량 변화, 인권 또는 관련 법적 보호와 관련될 수 있는 현상 등 지구 환경 현상과 관련하여 인간에게 예상되는 결과와 이에 대응하여 정부가 취하는 적응 및 완화 조치에 중점을 둔다. 기후 변화에 대한 많은 법적 접근 방식은 건강한 환경에 대한 권리, 기타 관련 권리 또는 자연권과 같은 기타 긴급 환경법 접근 방식을 사용하여 기후 정의 옹호 및 기후 소송을 통해 정부 및 민간 행위자가 새롭거나 요구되는 조치를 옹호한다.
2021년 10월 8일, 유엔 인권 이사회는 안전하고 깨끗하며 건강하고 지속 가능한 환경에 대한 인권을 인정하는 결의안(결의안 48/13)을 통과시켰다.

## 같이 보기
- 건강한 환경에 대한 권리
- 파리 협정 (2015년)
- 생태학적 난민
- 기후정의